# ديفيد بي. أليسون
ديفيد بي. أليسون (بالإنجليزية: David B. Allison)‏ هو عالم وراثة أمريكي، ولد في 1963 في نيويورك في الولايات المتحدة.